# Willy Edenberg
Willy Edenberg, född den 29 april 1909 i Moskva, död den 20 april 1990 i Väddö församling, var en svensk sjömilitär.
Edenberg avlade sjöofficersexamen 1930. Han blev fänrik vid flottan samma år, löjtnant 1934 och kapten 1941. Edenberg befordrades till kommendörkapten av andra graden 1945, till kommendörkapten av första graden 1952 och till kommendör 1958. Han var marinattaché i Moskva 1945–1949, chef för första jagarflottiljen 1958–1959, sektionschef i marinstaben 1959–1964 och chef för Sjökrigsskolan 1964–1969. Edenberg invaldes som ledamot av Örlogsmannasällskapet 1952. Han blev riddare av Svärdsorden 1948 och av Vasaorden 1949 samt kommendör av Svärdsorden 1962 och kommendör av första klassen 1966.